# Gomeira
Gomeira é um topónimo usado histórica e actualmente para se referir a zonas da freguesia da Conceição, no concelho de Tavira.
Antigamente era usado para se referir a toda a zona que ficaria a sul da antiga estrada romana que iria de Faro (Ossónoba) a Castro Marim (Besuris), limitado a leste pela Ribeira do Lacém e a oeste pela Ribeira do Almargem.  A referência a este sítio aparece no Foral que Afonso III, sob a suserania do seu sogro Afonso X de Castela, concede à cidade de Tavira como estando entre as terras concedidas à Ordem de Santiago. Daí que as terras da Gomeira terem ficado conhecidas também como "Terras da Ordem" ou "Mato da Ordem".
Mais tarde outros documentos voltam a citar o mesmo topónimo, nomeadamente aquando da demarcação das Terras da Ordem efectuadas em 1483 referido em  e , requeridas pelos novos foreiros, da família Corte-Real.
Após a constituição da freguesia da Conceição de Tavira no século XVI e sua demarcação, incorporando o lugar da Gomeira, este topónimo terá entrado em desuso, se bem que Simão de Meneses, comendador de Cacela pela Ordem de Santiago, escreva ao rei em 1548 para que emitisse alvará obrigando aos habitantes da Gomeira (na altura a aldeia que veio dar origem à actual aldeia da Conceição) para vigiarem a sua costa, para evitar os ataques da pirataria moura sobre as Almadravas. Uma pesquisa pelo digitarq da Torre do Tombo retorna mais documentos referentes a esta época que referem o topónimo. Referências que não voltam a aparecer após o século XVI, confirmando a desaparição do uso topónimo entre a população local.
Contudo, o uso do topónimo passou a ser identificado com os terrenos de um morgado local, conhecido como "Morgado da Gomeira" ou "Morgado da Relva", e que compreendia os terrenos a leste do sítio da Igreja até ao Ribeiro do Lacém a partir de princípios do século XVIII, detido pela família Sarre Faria.. É por essa razão a sobrevivência do topónimo para se referir a área rural de leste da freguesia, para sul da estrada para Cacela, até ao mar.
Actualmente a base de dados de códigos postais dos CTT reconhece a existência de diferentes locais, disjuntos entre si, usando este topónimo, dentro da vila de Cabanas de Tavira e usando o código postal 8800-595, incluindo também zona rural envolvente, e outra zona rural já nas imediações da Conceição, com o código 8800-058, incluindo algumas fazendas e urbanizações recentes que fazem uso do topónimo.
O lugar conhecido por Gomeira incluiria portanto a Conceição de Tavira e todas os terrenos que vão desde esta localidade até ao oceano, incluindo a vila de Cabanas de Tavira, antiga sede de freguesia entretanto extinta.